# 개구리 케이크
개구리 케이크는 개구리의 머리 형상을 한 디저트로, 스폰지 케이크와 크림을 퐁당이 덮고 있다. 이 케이크는 1922년 밸푸어스 제과점(Balfours bakery)에서 만들어졌고 얼마 지나지 않아 사우스오스트레일리아주에서 인기 있는 간식이 되었다. 원래 초록색 케이크만 있었으나 나중에 밤색과 분홍색도 생겼다. 그 후 계절 상품인 눈사람과 부활절의 ‘병아리(chicks)’ 케이크 등을 포함해 다른 변형된 제품들도 개발되었다. 개구리 케이크는 ‘사우스오스트레일리아주 특산품’ 이라고 불려왔으며, 주를 홍보하는 상품이 되었다. 
2001년에 문화적 중요성을 인정받아 사우스오스트레일리아주 내셔널 트러스트(the National Trust of South Australia)에 호주 남부 유산의 상징으로 등록되었다. 덴마크에는 카이카이지(Kajkage, 카이 케이크)라고 불리는 비슷한 종류의 케이크가 있는데 덴마크 어린이 방송 프로그램 카이와 안드레아(Kaj & Andrea)에 등장하는 캐릭터에서 이름을 따왔으며 인기가 많다.

## 구성

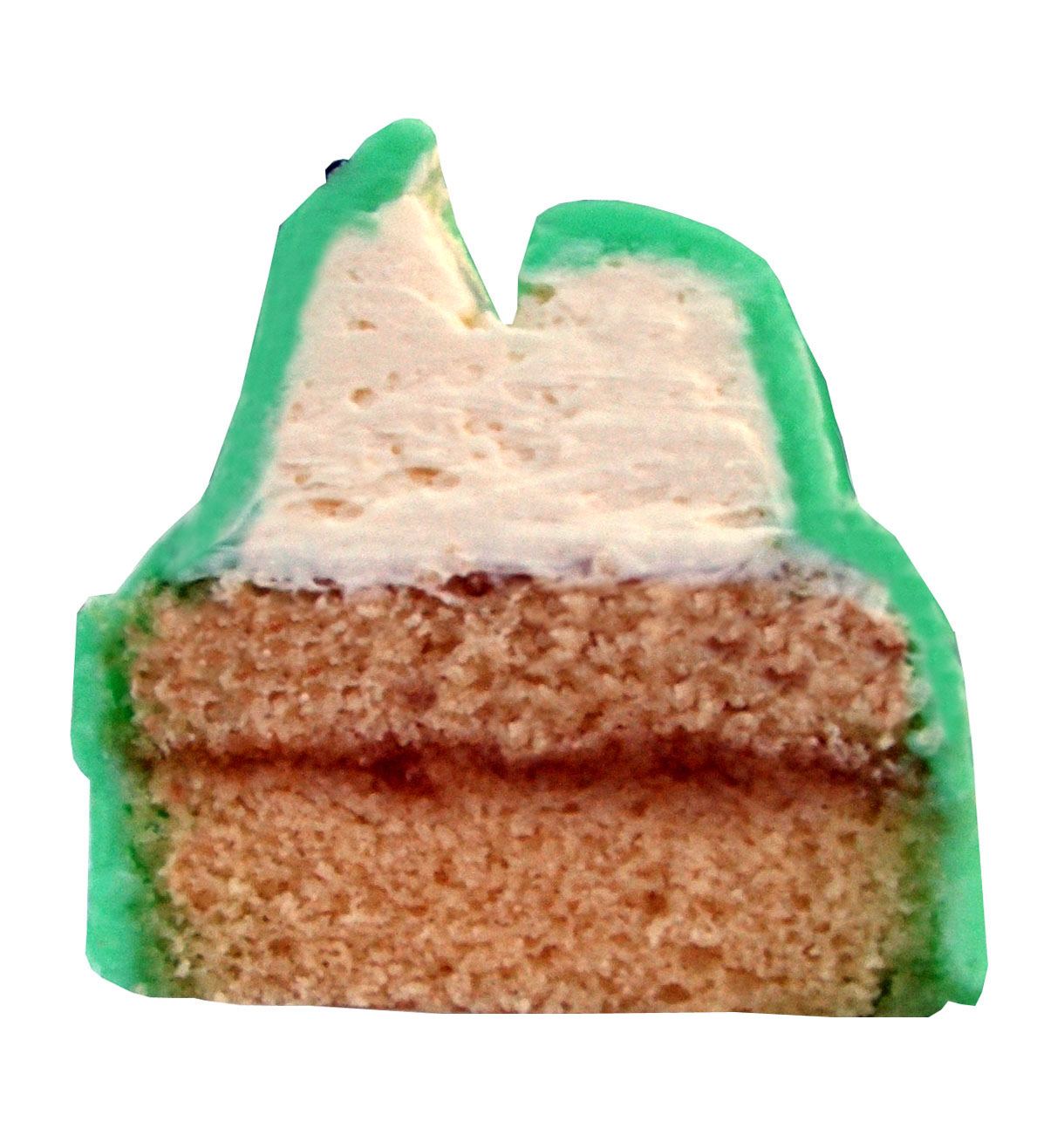
개구리 케이크의 내부구조를 보여주는 단면도

개구리 케이크는 개구리가 입을 벌리고 있는 모습을 닮은 작은 디저트로, 중앙에 잼이 들어 있는 스펀지 케이크 위에 인공적인 크림을 올리고 전체적으로 두껍게 퐁당 아이싱을 덮는다. 오늘날 만드는 법은 1920년대에 케이크가 처음 생산되었을 때와 동일하다. 스폰지 케이크로 여러 겹 두꺼운 층을 쌓고 기계로 모양을 내어 퐁당으로 덮은 후 뜨거운 칼을 사용해 입 모양을 낸다. 대비되는 색깔의 퐁당으로 만든 눈을 수작업으로 머리에 붙이고 완성된 디저트는 종이 컵케이크 속지에 놓는다. 퐁당은 보통 밤색, 초록색, 분홍색이지만 특별한 경우에 빨간색과 노란색 등 다른 색이 있을 수 있다.  

## 역사
1920년대 초반 존 밸푸어스(밸푸어스 제과점의 공동창업자 중 한 명)의 조카 골던 밸푸어가 프랑스를 여행할 때 유럽 과자에서 개구리 케이크에 대한 영감을 받았다. 개구리 케이크는 골던이 애들레이드(Adelaide)에 돌아온 후, 1922년 밸푸어스 제과점에 의해서 소개되었으며, 도시에서 찻집이 여전히 인기가 있었을 때였다. 곧 이 케이크는 밸푸어스의 마스코트가 되었으며, 전통적으로 사우스오스트레일리아주에서만 팔았으나 지금은 빅토리아주, 뉴사우스웨일스주, 퀸즈랜드주에서도 팔고 있다.  
원조 개구리 케이크는 초록색이었고, 지금도 가장 인기 있는 색이지만 초콜릿과 분홍색도 나중에 인기 대열에 합류했다. 또한, 개구리 모양이 주류이지만 특별한 날로 인해 조금 다른 디자인이 생기기도 했다. 크리스마스 시즌에는 산타클로스와 눈사람 케이크, 부활절에는 ‘병아리’ 케이크가 판매되며, 애들레이드 풋볼 클럽(Adelaide Football Club)의 색상도 출시되었다.